# Course en ligne féminine aux championnats du monde de cyclisme sur route 1979
Navigation
1978 1980
La course en ligne féminine aux championnats du monde de cyclisme sur route 1979 a lieu le 25 août 1979 à Fauquemont aux Pays-Bas. Cette édition est remportée par la Néerlandaise Petra de Bruin.

## Classement
|                                    | Coureuse                  | Pays                 |    | Temps           |
| ---------------------------------- | ------------------------- | -------------------- | -- | --------------- |
| Médaille d'or, Coupe du Monde      | Petra de Bruin            | Pays-Bas             | en | 1 h 43 min 57 s |
| Médaille d'argent, Coupe du Monde  | Jenny De Smet             | Belgique             | +  |                 |
| Médaille de bronze, Coupe du Monde | Beate Habetz              | Allemagne de l'Ouest |    | 26 s            |
| 4                                  | Keetie Van Oosten-Hage    | Pays-Bas             |    | 30 s            |
| 5                                  | Karen Strong              | Canada               |    | 30 s            |
| 6                                  | Emanuela Menuzzo          | Italie               |    | 30 s            |
| 7                                  | Francesca Galli           | Italie               |    | 30 s            |
| 8                                  | Jeannie Longo             | France               |    | 30 s            |
| 9                                  | Ines Varenkamp            | Allemagne            |    | 30 s            |
| 10                                 | Rossella Galbiati         | Italie               |    | 30 s            |
| 11                                 | Catherine Swinnerton      | Royaume-Uni          |    | 30 s            |
| 12                                 | Marjan Bik                | Pays-Bas             |    | 30 s            |
| 13                                 | Maria Kennes              | Belgique             |    | 30 s            |
| 14                                 | Christine Van Kwikenborne | Belgique             |    | 30 s            |
| 15                                 | Marianne Berglund         | Suède                |    | 30 s            |
| 16                                 | Jolanda Kalt              | Suisse               |    | 30 s            |
| 17                                 | Anne Carlsen              | Norvège              |    | 30 s            |
| 18                                 | Tineke Fopma              | Pays-Bas             |    | 30 s            |
| 19                                 | Beth Heiden               | États-Unis           |    | 30 s            |
| 20                                 | Gabi Habetz               | Allemagne            |    | 30 s            |
| 21                                 | Margaret Swinnerton       | Royaume-Uni          |    | 30 s            |
| 22                                 | Sonja Pleysier            | Belgique             |    | 30 s            |
| 23                                 | Pia Prim                  | Suède                |    | 30 s            |
| 24                                 | Nathalie Diart            | France               |    | 30 s            |
| 25                                 | Adalberta Marcuccetti     | Italie               |    | 30 s            |
| 26                                 | Anna-Karin Johansson      | Suède                |    | 30 s            |
| 27                                 | Hennie Top                | Pays-Bas             |    | 30 s            |
| 28                                 | Annie Barjou              | France               |    | 30 s            |
| 29                                 | Anita Loosli              | Suisse               |    | 30 s            |
| 30                                 | Sarah Docter              | États-Unis           |    | 30 s            |
| 31                                 | Tuulikki Jahre            | Suède                |    | 30 s            |
| 32                                 | Luigina Bissoli           | Italie               |    | 30 s            |
| 33                                 | Maria Herrijgers          | Belgique             |    | 30 s            |
| 34                                 | Connie Carpenter          | États-Unis           |    | 30 s            |
| 35                                 | Asta Forsell              | Finlande             |    | 30 s            |
| 36                                 | Anne Riemersma            | Pays-Bas             |    | 30 s            |
| 37                                 | Angela Lüthi              | Suisse               |    | 30 s            |

|                      | Coureuse            | Pays        |  | Temps      |
| -------------------- | ------------------- | ----------- |  | ---------- |
| Autres compétitrices |                     |             |  |            |
| 39                   | Agneta Asplund      | Suède       |  | 30 s       |
| 41                   | Marianne Stuwe      | Allemagne   |  | 30 s       |
| 42                   | Emanuelle Lorenzon  | Italie      |  | 30 s       |
| 44                   | Élisabeth Camus     | France      |  | 1 min 45 s |
| 49                   | Nicole Verzier      | France      |  | 1 min 45 s |
| 51                   | Brenda Atkinson     | Royaume-Uni |  | 1 min 45 s |
| 53                   | Annick Moreau       | France      |  | 1 min 45 s |
| 55                   | Christiane Goeminne | Belgique    |  | 1 min 45 s |
| 56                   | Faith Murray        | Royaume-Uni |  | 1 min 45 s |